# امپراتور جونتوکو
امپراتور جونتوکو (به ژاپنی: 順徳天皇، Juntoku-tennō)؛ (زاده ۲۲ اکتبر ۱۱۹۷ درگذشته) هشتاد و چهارمین امپراتور ژاپن بر اساس نظام سنتی جانشینی پادشاهان ژاپن است. سلطنت وی از ۱۲۱۰ تا ۱۲۲۱ به طول انجامید.